# Jaroslav Reichl
Jaroslav Reichl (* 3. října 1973 Praha) je středoškolský učitel matematiky a fyziky. V současnosti působí na Střední průmyslové škole sdělovací techniky v Panské ulici v Praze. V roce 2016 byl v anketě Zlatý Ámos zvolen nejoblíbenějším fyzikářem. Pravidelně se zúčastňuje Veletrhu nápadů učitelů fyziky. Je autorem učebnice Klíč k fyzice aneb Příběhy ze života a mnoha dalších odborných publikací. Provozuje také internetovou Encyklopedii fyziky.

## Dílo
- REICHL, Jaroslav. Klíč k fyzice aneb Příběhy ze života. Praha: Albatros, 2005. 220 s. ISBN 80-00-01590-0.